# Elly Trần
Nguyễn Kim Hồng, thường được biết đến với nghệ danh Elly Trần (sinh ngày 6 tháng 8 năm 1987), là một nữ diễn viên kiêm người mẫu người Việt Nam.

## Tiểu sử và sự nghiệp
Elly Trần sinh ra tại Thành phố Hồ Chí Minh. Cô được biết đến nhiều thông qua những bức ảnh mang phong cách đầy đặn và gợi cảm. Elly Trần chủ yếu sinh sống và hoạt động tại Thành phố Hồ Chí Minh.
Khi còn nhỏ, Elly đã rất yêu thích những hoạt động liên quan đến nghệ thuật. Cũng chính vì thế mà khi vừa tốt nghiệp Trung học Phổ Thông, Elly đã rất muốn đăng ký học ngành diễn xuất, nhưng vì lo lắng cho cô con gái và gia đình vốn không có ai theo truyền thống về nghệ thuật nên gia đình đã phản đối quyết định này của cô. Cuối cùng, Elly đã đăng ký học ngành Du lịch theo quyết định của cha mình. Tuy nhiên sau này cô vẫn đi đóng phim.
Cô kết hôn cùng doanh nhân Dane Fort vào năm 2011 và có hai con (Cadie Mộc Trà & Alfie Túc Mạch). Đến năm 2019, cô sống ly thân với chồng. Năm 2022, cô lên tiếng với truyền thông về cuộc hôn nhân không hạnh phúc của mình.

## Danh sách

### Phim
| Năm  | Tựa phim                             | Vai diễn          | Ghi chú                                |
| ---- | ------------------------------------ | ----------------- | -------------------------------------- |
| 2010 | That Sounds Good - Rao Song Sam Khon | Cô gái người Việt | Phim Thái Lan                          |
| 2011 | Bóng ma học đường                    | Nana Ly           |                                        |
| 2011 | Sài Gòn Yo!                          | Hoa               |                                        |
| 2011 | Khát vọng thượng lưu                 | An                |                                        |
| 2011 | Ngọc Trai                            | Cô gái mồ côi     | 2 phiên bản là điện ảnh và truyền hình |
| 2012 | Tiểu thư vào bếp                     | Thiên Kim         |                                        |
| 2012 | Những cô nàng độc thân làm mẹ        | Kim Hiền          |                                        |
| 2012 | Hoa cúc xanh                         | Giáng My          |                                        |
| 2016 | Bí ẩn song sinh                      | Mai Hân / Mai Hà  | Đóng hai vai                           |
| 2017 | Bến nước mười ba                     | Trúc Anh          |                                        |

### Dẫn chương trình
Elly Trần tham gia làm MC chương trình Nói đi ngại gì trên kênh Youtube iHay TV của báo Thanh Niên

### Music video
- Xé tan màn đêm − Khánh Phương (2013)
- Thời gian không còn dài − Anh Tài (2015)
- Chẳng biết nói gì ngoài những lời yêu − Phạm Việt Thắng (2020)

## Giải thưởng
- "Nữ diễn viên truyền hình nhất" tại  2012[9]